# Luciana Lóssio
Luciana Christina Guimarães Lóssio (Brasília, 18 de julho de 1974) é advogada e jurista brasileira. Foi ministra do Tribunal Superior Eleitoral (TSE) de 2011 a 2017, sendo a primeira mulher a ocupar a vaga destinada aos juristas. Atualmente preside a Comissão de Direito Eleitoral do Instituto dos Advogados Brasileiros (IAB).

## Educação e início de carreira
Em 1999, Lóssio graduou-se em Direito pelo Centro Universitário de Brasília (UniCEUB). No mesmo ano, tornou-se advogada, inscrita na OAB do Distrito Federal. Em 2003, concluiu especialização em Direito Processual Civil Lato Sensu no Instituto Brasileiro de Direito Processual. Em 2006, especializou-se em Direito, Estado e Constituição Lato Sensu pela União Educacional do planalto Central. Entre 1999 a 2006, foi assessora jurídica na Procuradoria-geral da República. Mais tarde, também se especializou em ordem jurídica e direito eleitoral. Em 2018, iniciou doutorado em Direito pela Universidade de Salamanca.
Lóssio atuou em ações na Justiça Eleitoral, realizando sustentações orais no plenário do Tribunal Superior Eleitoral e trabalhando como advogada de defensa de deputados e dos governadores José Roberto Arruda, Rogério Rosso e Roseana Sarney. Durante as eleições de 2010, atuou como advogada da coligação Para o Brasil seguir mudando, liderada pela presidenciável Dilma Rousseff.

## Ministra do Tribunal Superior Eleitoral
Em fevereiro de 2011, quando da formação, pelo Supremo Tribunal Federal, da lista tríplice de candidatos para ministro substituto do Tribunal Superior Eleitoral, Lóssio recebeu o voto de oito ministros, de onze possíveis. Além dela, os ministros formaram a lista com os advogados Joelson Costa Dias e Evandro Pertence. Encaminhada para apreciação, a presidente Dilma nomeou Lóssio que, ao ser empossada na alta corte eleitoral em outubro de 2011, se tornou a primeira mulher a ocupar a vaga destinada aos juristas.
Em novembro de 2012, os ministros do Supremo Tribunal Federal aprovaram o nome de Lóssio e dos advogados Admar Gonzaga e Joelson Costa Dias para a lista tríplice ao TSE submetida para apreciação da presidente Dilma. Em fevereiro de 2013, Lóssio foi nomeada ministra efetiva pela presidente, substituindo o magistrado Arnaldo Versiani.
Em abril de 2013, Lóssio acompanhou a relatora Nancy Andrighi e julgou que o TSE contava com competência para redefinir a quantidade de deputados federais de cada estado, mediante os dados censitários, entendo assim que o Congresso Nacional não teria tal prerrogativa.
Em setembro de 2013, Lóssio votou, seguindo a maioria de seus pares, para estipular que manifestações políticas realizadas através do Twitter não eram passíveis de serem denunciadas como propaganda eleitoral antecipada. Em sua manifestação, referiu que só receberiam as mensagens nesta rede social quem as buscasse, ao contrário de um outdoor, em que "você passa e é obrigado a ver aquela propaganda."
Em outubro de 2013, Lóssio votou pelo indeferimento do registro da Rede Sustentabilidade como partido político, pois em sua visão a agremiação em formação não havia demonstrado ter reunido o apoio necessário dos eleitores, consoante previsões legais. Lóssio elogiou a Rede pela maneira "ética" em que conduziu o processo de criação, mas declarou: "Não há como ir de encontro ou sequer questionar o voto da relatora. Contra fatos não há argumentos. E o fato é que o partido obteve ao menos o total de 442 mil eleitores, como, quando sabemos, o número seria de 491 mil."
Em 2014, Lóssio foi nomeada conselheira do Conselho Nacional dos Direitos Humanos (CNDH), como representante do Conselho Nacional de Justiça, para o biênio de 2014-2016. Em 2016, foi escolhida para a presidência da Associação de Magistradas Eleitorais Ibero-Americanas para um mandato de um ano. Atuou, ainda, como observadora eleitoral, inclusive integrando comitivas da Organização dos Estados Americanos (OEA).
Em outubro de 2014, durante o segundo turno da eleição presidencial, Lóssio foi contrária à pretensão do candidato Aécio Neves de suspender a propaganda eleitoral de Dilma, alegando que esta violava sua honra. A maioria dos ministros, contudo, entendeu por deferir a pretensão de Neves, determinando que o horário eleitoral não deveria ser utilizado para a vinculação de ataques pessoais.
Em abril de 2015, o pleno do STF aprovou a lista tríplice para ministro titular do TSE, na qual, além de Lóssio, também faziam parte Admar Gonzaga e Tarcísio Vieira de Carvalho. A presidente Dilma escolheu designar Lóssio ao posto; antes mesmo do anúncio, Lóssio já era considerada favorita para ser reconduzida à corte.
Em outubro de 2015, Lóssio votou contra o prosseguimento de Ação de Impugnação de Mandato Eletivo (Aime) ajuizada pelo Partido da Social Democracia Brasileira (PSDB) contra Dilma e o vice-presidente Michel Temer, julgando que não existiam provas robustas que justificassem a instalação do processo. O TSE optou por dar continuidade à ação.
Em novembro de 2016, Lóssio negou o habeas corpus apresentado em nome do ex-governador fluminense Anthony Garotinho, mas concedeu liminar para que retornasse ao hospital. Em sua decisão, determinou que Garotinho, após realizar os procedimentos médicos necessários, ficasse detido em regime domiciliar. No mesmo mês, a TV Globo, através do programa Fantástico, revelou que Garotinho havia pedido a seus advogados que procurassem entrar em contato com a ministra. Associações que representavam os interesses da advocacia repudiaram a divulgação da conversa pelo programa televisivo, e Lóssio afirmou que recebeu os causídicos de Garotinho da mesma maneira que qualquer outro com ações pendentes perante a corte. A prisão de Garotinho foi revogada pelo pleno do tribunal poucos dias depois.
Em março de 2017, Lóssio, enquanto relatora, foi contrária à cassação do mandato do governador Marcelo Miranda, do Tocantins, julgando que não haviam provas de que recursos apreendidos seriam utilizados na campanha de Miranda. Em seu voto, sustentou: "Os elementos probatórios não ostentam a densidade necessária para sustentar a condenação. A Justiça Eleitoral existe para coibir excessos e ilicitudes e não para se sobrepor ao voto popular." Seu voto foi minoritário, pois o TSE cassou o mandato do governador por cinco votos a dois.
Em 4 de maio, Lóssio participou de sua última sessão no TSE, e seu mandato findou-se no dia seguinte.

## Instituto dos Advogados Brasileiros

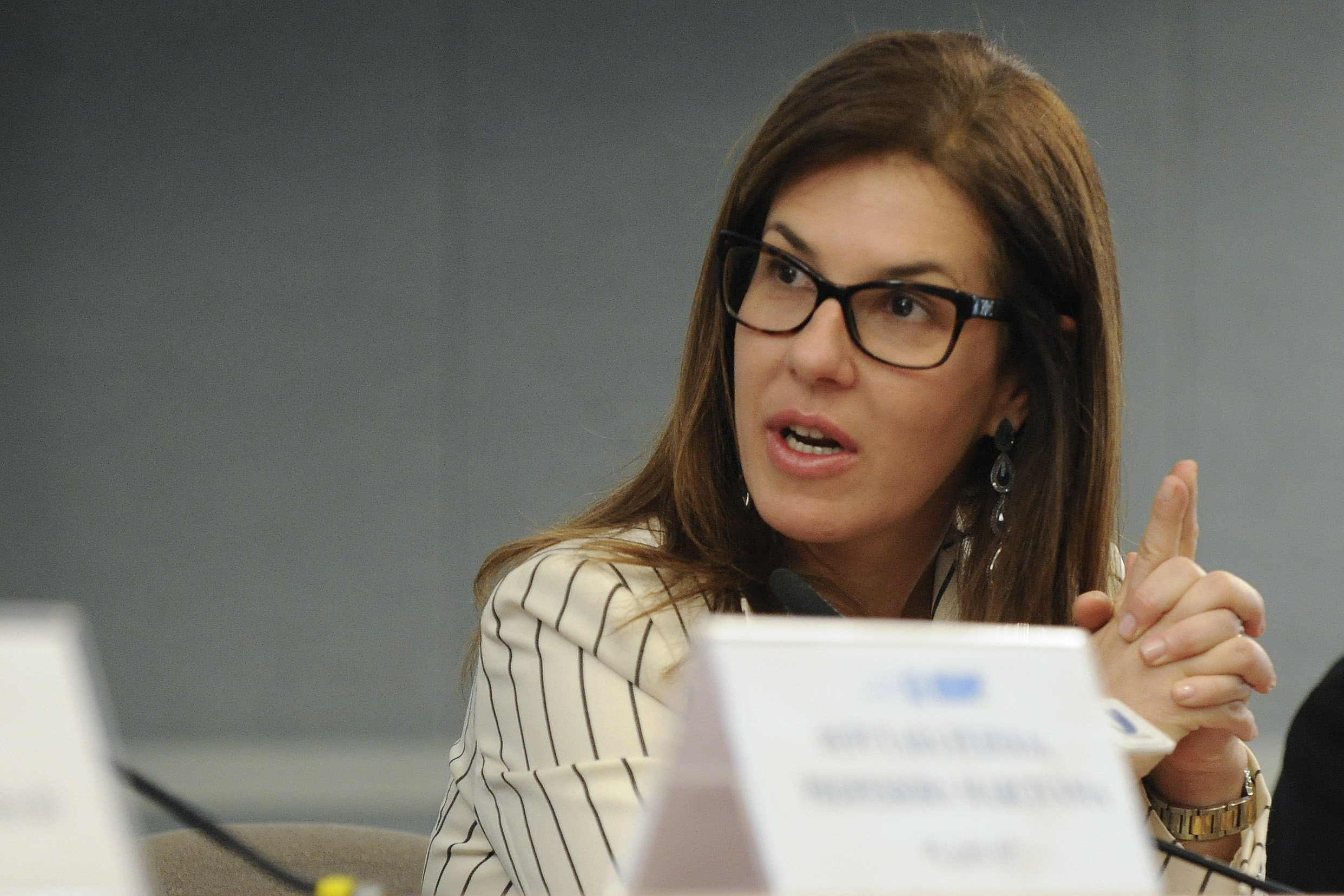
Lóssio em maio de 2018

Após deixar o TSE, Lóssio foi designada presidente Comissão de Direito Eleitoral do Instituto dos Advogados Brasileiros (IAB). Em setembro de 2017, defendeu que os membros do Poder Executivo, nomeadamente prefeitos, governadores e o presidente da República, ao optarem por candidatarem-se à reeleição, deveriam efetuar a desincompatibilização do referido cargo seis meses antes das eleições.
Em março de 2019, Lóssio apoiou nota pública repudiando o projeto de lei que acabaria com a cota de 30% de candidaturas femininas nas eleições, visto por si como um atraso que ia "na contramão da história e do debate no mundo." Enquanto era ministra do TSE, defendeu que a igualdade de gênero era fundamental para fortalecer a democracia. De igual modo, em abril de 2019, peticionou ao TSE requerendo que a corte eleitoral constituísse um órgão para monitorar o cumprimento da aplicação das cotas de gênero, aumentando a participação das mulheres na política.
Em abril de 2020, Lóssio defendeu que era prematuro falar em adiar as eleições municipais daquele ano, arguindo que deveria-se aguardar o progresso da pandemia de COVID-19. Em junho, assinou parecer em que defendeu que as eleições deveriam ocorrer em 2020, não havendo que se falar em unificá-las com as eleições gerais de 2022, que a proposta de adiá-la não era inconstitucional e que a escolha da data deveria ocorrer a partir de critérios técnicos e científicos.